# Seikansaari (ö i Södra Österbotten)
Seikansaari är en ö i Finland. Den ligger i sjön Niemisvesi och Pemu och i kommunen Etseri i den ekonomiska regionen  Kuusiokunnat  och landskapet Södra Österbotten, i den centrala delen av landet, 270 km norr om huvudstaden Helsingfors. Öns area är 0,1 hektar och dess största längd är 70 meter i sydväst-nordöstlig riktning.